# 巴利阿里西班牙
巴利阿里西班牙（拉丁語：Hispania Balearica）是罗马帝国位于如今西班牙东海岸，囊括了巴利阿里群島的一个行省。其最初为塔拉科西班牙的一部分，巴利阿里因其地理以及经济与西班牙陆地的隔绝而得以自治。该行省包括了三个主要岛屿：大巴利阿里（馬略卡島）、小巴利阿里（梅诺卡岛）和伊布苏斯（伊维萨岛）；和较小的科卢布拉里亚或称奥菲乌萨（福门特拉岛）。群岛分为古涅西埃（包括馬略卡島和梅诺卡岛）与皮都萨（包括伊维萨岛和福门特拉岛）。

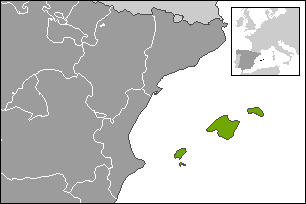

## 征服

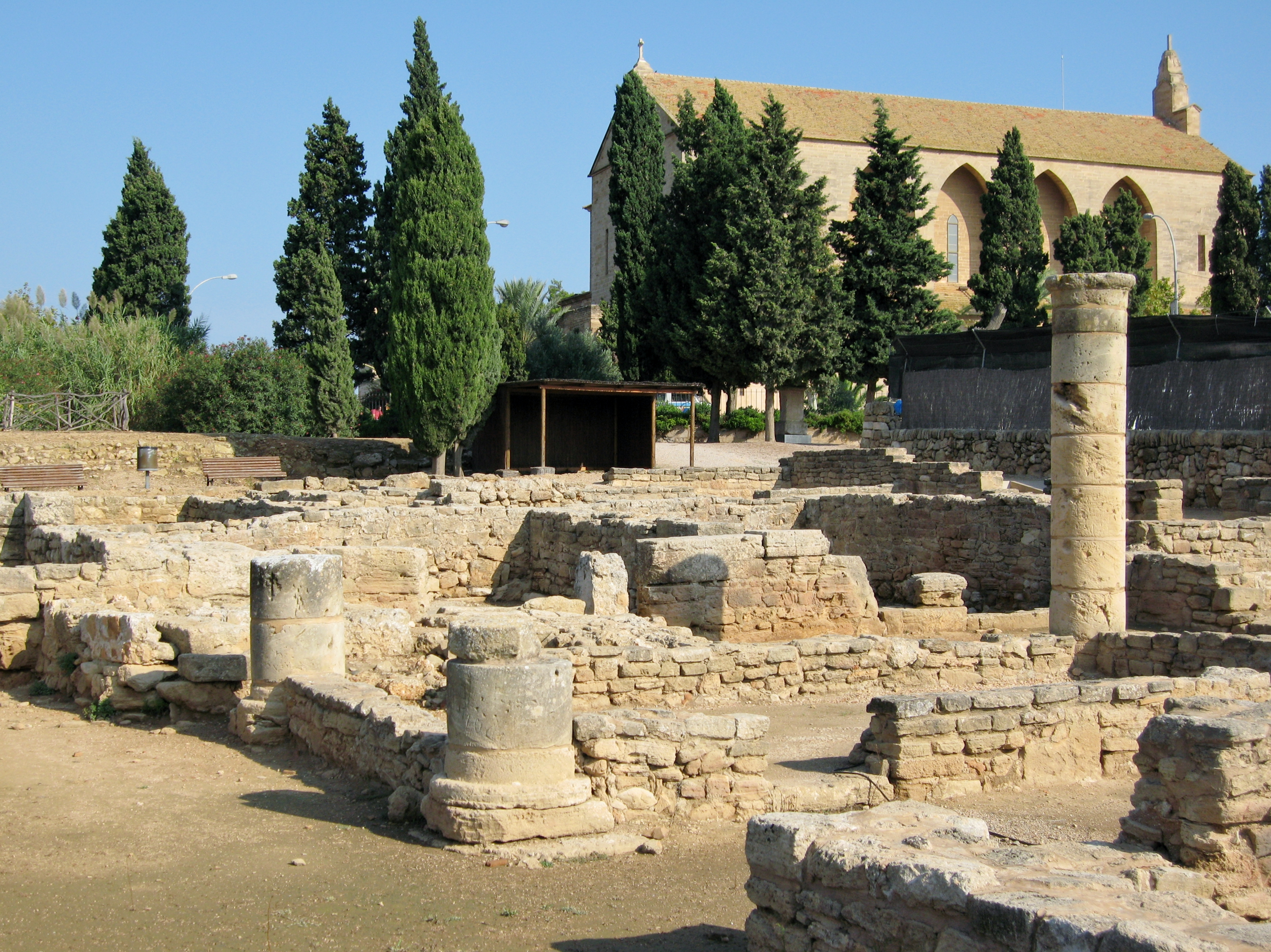
馬略卡島上的波伦提亚城遗址

在罗马占据此地之前，该岛上由土著的伊比利亚人定居，之后是腓尼基人。梅诺卡岛的主要城市马戈（马翁）由迦太基人建立。该群岛因最大岛屿马略卡岛上有两个优良的港口，成为了来自萨丁尼亚以及高卢南部的海盗的基地。前123年，当年的执政官昆图斯·凯基利乌斯·梅特卢斯征服了群岛，轻而易举地击溃并制伏了当地人。虽然不是军事上的重大胜利，但他还是于前121年获得了一次凯旋式，并因将这些地区归入罗马而得名“巴勒阿里库斯”。他还在马略卡岛上建立了帕尔马与波伦提亚两个殖民地，其中波伦提亚成为了首府。
罗马史家弗罗鲁斯、奥罗修斯和斯特拉波为巴勒阿里库斯在前123年至前122年的活动提供了很好的记录。最重要的是，他们描述了这个群岛被征服的原因以及其发生于前123年的缘由。因为突然之间那些逃离了前126年罗马于外高卢以及前125年于萨丁尼亚战争的海盗在此处泛滥，巴利阿里成了他们在西地中海最后一处可以躲藏的地点。对岛屿的控制促进了从西班牙与意大利之间的供应和贸易，同时此地也非常肥沃。此外，前123年亦是盖乌斯·格拉古当选護民官这一有权势的官职之年。其财富来自于西班牙和亚细亚的客户，故他对看到这个群岛被占领并安定下来产生了浓厚的兴趣。尽管其他动机，包括军事、经济与政治的，也在此决定上起到了附加的作用。前123年这个群岛被吞并，以安定尚受海盗影响而仍有抵抗的外高卢与萨丁尼亚。

## 经济
这块领地经济价值重要，故巴勒阿里库斯将三千名“罗马人”定居于这里的两个殖民地中。这两个定居点证明了在罗马统治下这些岛屿的重要性。但是这些定居者的真实来历有所争议，因为这个时期似乎不会有这么多的罗马公民可以并情愿从大陆到马略卡岛上的殖民地来。最有可能的解释是，他们是西班牙战争中的退伍军人与罗马-西班牙混血儿。波伦提亚位于岛屿北部，是往来于高卢和塔拉科西班牙之间船只停靠的一个港口。更大一点的定居点帕尔马里亚（帕尔马）则有一个宽敞且遮蔽良好的码头，非常适合从贝提卡以及凯撒毛里塔尼亚顺风而来的船只。
巴利阿里群岛有很多贸易。老普林尼曾游历此群岛并描述了他们经济的许多特征。他们出产相较于西班牙其他地方更为优质的小麦（一罗马斗的巴利阿里小麦可生产35磅面包，贝提卡小麦只能生产22磅）。还提到了蜗牛以及颇受罗马人欢迎的高档葡萄酒的贸易，巴利阿里很快就成为了葡萄酒生产的中心。这里的海域盛产生蚝、金枪鱼和鲭鱼。巴利阿里的洗染厂向贝提卡的羊毛厂商提供服务，其产品流入了意大利以及帝国东部的市场。这里亦富含赭石，其可为濕壁畫提供红色颜料。

## 投石兵
巴利阿里群岛还以投石兵而知名，罗马人大量雇佣他们作为雇佣兵。根据波希多尼、狄奥多罗斯以及斯特拉波所说，他们专长于投石是他们被如此塑造的结果，在孩提时代，他们就需要进行投掷来获取每日的面包。一些投石兵在高盧戰爭中为凯撒效力，但在马萨利亚反抗他。群岛名字巴利阿里（balearica）便来源于他们最知名的士兵，这个词语的希腊语（ballo）意为“投石兵之地”。

## 政府
在分拆出来之前，巴利阿里作为塔拉科西班牙的第四区，拥有当地议会（council）统辖的地方政府。其功能是迎合当地的需求，并充当与罗马的直接联结。奥古斯都在位时期，巴利阿里人曾请求协助制止当地的兔灾，皇帝于是派出军队前去清剿。
巴利阿里西班牙于戴克里先在位时期，约284年之后成为了一个独立的行省。戴克里先统治之下，对行省管理进行了彻底的改革，旨在将军事与民政权力分离。与此同时，为了缩减其他官员的权力，行省的范围也被系统性地缩小。所有行省都归于皇帝的直接管控之下。所有的官员都由他选出。巴利阿里被拆分出来是因为其没有什么依赖于陆地，且作为一个贸易中心有着特殊需求，作为市政当局相较于作为行省更实现。到戴克里先时期，群岛上的人口超过了30,000，并在公元418年有了自己的主教。

## 没落
426年汪达尔人在其国王贡德里克的率领下占据了“地中海西部主要海军力量”的基地新迦太基。同年或次年国王又席卷了巴利阿里:pp.60–61。459年其继任者，当时已在北非建国的蓋薩里克吞并了巴利阿里，可能是为了获得进攻罗马海军的海军基地:p.153。
约553年拜占庭将领贝利撒留重新夺回了群岛，可能在10世纪科尔多巴哈里发占领之前，拜占庭人一直掌控着那里。